# Projeto Illustris

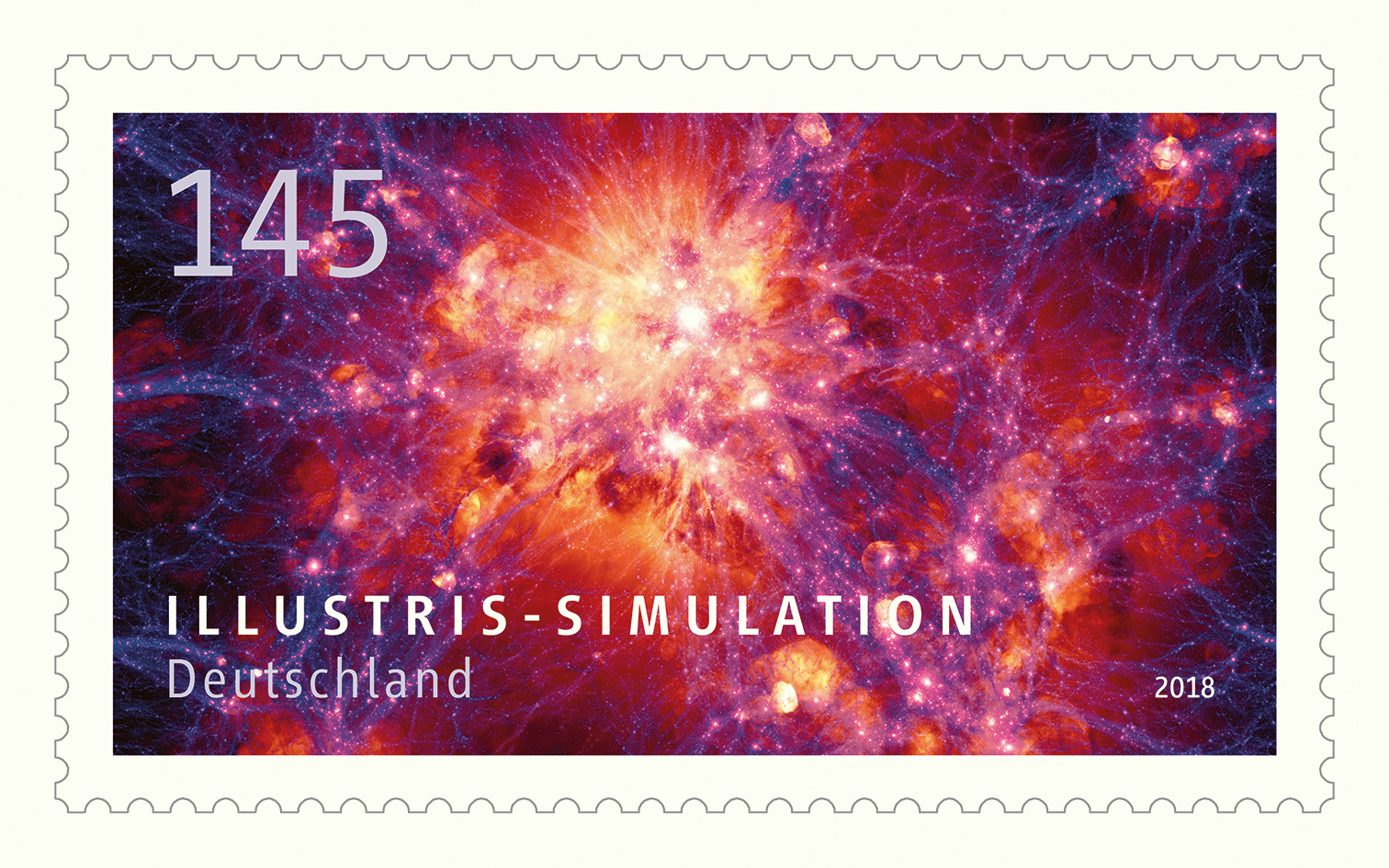
Selo alemão de 2018 em homenagem ao projeto

O Projeto Illustris é uma série de simulações astrofísicas em andamento administradas por uma colaboração internacional de cientistas. O objetivo do projeto é estudar os processos de formação e evolução de galáxias no universo com um modelo físico completo.